# Gunnar Dafgård AB
Gunnar Dafgård AB er en svensk fødevarevirksomhed, der kendes for varemærket Dafgårds. Virksomheden er opkaldt efter grundlæggeren Gunnar Dafgård, der i 1937 åbnede en fabrik med seks ansatte i Källby i Götene kommun. Virksomheden producerede færdigretter og gør det fortsat. I 2023 havde Gunnar Dafgård AB 1.350 ansatte og omsatte for over 3 mia. svenske kroner.
I 2019 åbnede Dafgårds en ny fabriksbutik i Källby.
Virksomhedens produkter inkluderet færdiglavet mad som brød, bagværk, lasagne og pizza.